# Ben Broos
Ben Broos (Weert, 1944 - Nieuwegein, 2019) est un historien de l'art et conservateur de musée néerlandais.
Conservateur en chef du Cabinet royal de peinture Mauritshuis, il est connu comme un grand connaisseur de Rembrandt.

## Biographie
Bernardus Petrus Jozef Broos naît le 13 janvier 1944 à Weert, dans la province de Limbourg (Pays-Bas).
Chargé de cours à l'université d'Utrecht de 1974 à 1979, il y obtient son doctorat en histoire de l'art en 1977 pour ses Rembrandt Studies,. La même année, il publie Index to the Formal Sources of Rembrandt’s Art, qui référence toutes les sources d'inspiration de Rembrandt ; il développe aussi ces élements lors d'une exposition qui se tient en 1985 à Rembrandthuis,.
Il travaille ensuite sur divers projets, notamment au musée d'Amsterdam, où il catalogue les dessins anciens de ses collections.
En 1986, il devient conservateur en chef du Cabinet royal de peinture Mauritshuis, à La Haye,. Il occupe ce poste jusqu'en 2001 et écrit plusieurs ouvrages sur des artistes majeurs néerlandais, en particulier Johannes Vermeer et Rembrandt, ou sur les pièces des collections de cette institution, ainsi que les catalogues des expositions qui s'y tiennent,.
Il publie aussi de nombreux articles, notamment pour Oud Holland et Kroniek van het Rembrandthuis, notamment sur l'entourage de Rembrandt,,.
Ben Broos meurt le 22 décembre 2019 à Nieuwegein, dans la province d'Utrecht.

## Œuvre

### En néerlandais
- Rembrandt en tekenaars uit zijn omgeving (1981)[b 2]Sur les artistes dans l'entourage de Rembrandt.
- Rembrandt en zijn voorbeelden Rembrandt and his sources, cat. exp. Rembrandthuis (1985)[b 1]Catalogue de l'exposition sur les sources d'inspiration de Rembrandt, basée sur sa thèse de doctorat de 1977.
- Meesterwerken in het Mauritshuis (1987)[b 3]Sur les chefs-d'œuvre du Mauritshuis, écrit un an après sa prise de fonction comme conservateur en chef de l'institution.
- Mauritshuis, 's-Gravenhage : gids van het koninklijk kabinet van schilderijen = Mauritshuis, The Hague : guide to the royal cabinet of paintings[b 4]Sur les collections de peinture du Mauritshuis, écrit deux ans après sa prise de fonction comme conservateur en chef de l'institution.
- Bredius, Rembrandt en het Mauritshuis : een eigenzinnig directeur verzamelt (1991)[b 5]
- Ontrouw aan Rembrandt en andere verhalen : een bloemlezing uit Kunstschrift met artikelen over de 17de-eeuwse Nederlandse kunst (1991)[b 6]
- Twee decennia Mauritshuis : ter herinnering aan Hans R. Hoetink, directeur 1972-1991 (1991)[b 7]
- Liefde, list en lijden : historiestukken in het Mauritshuis (1993)[b 8]Sur les peintures d'histoire au Mauritshuis.
- Uit de schatkamer van de verzamelaar : Hollandse zeventiende-eeuwse schilderijen uit Nederlands particulier bezit (1995)[b 9]Sur les pintures néerlandaises du XVIIe siècle provenant de collections privées hollandaises.
- Rembrandts schatkamer (1999)[b 10]Sur la trésorerie de Rembrandt.
- Het Rembrandt boek (2006)[b 11]Ouvrage de référence sur la biographie de Rembrandt, publié à l'occasion de l'année Rembrandt 2006[1].
- Saskia : de vrouw van Rembrandt (2012)[b 12]Sur Saskia van Uylenburgh, épouse de Rembrandt.

### En anglais
- Great Dutch Paintings from America, Mauritshuis, musée des beaux-arts de San Francisco (1990)[b 13]Sur les œuvres des grands peintres néerlandais dans les collections muséales des États-Unis[a].
Cat. exp. également publié en néerlandais  (ISBN 9066302437).
- Intimacies & intrigues: history painting in the Mauritshuis (1993)[b 14]Sur les peintures d'histoire du Mauritshuis.
- Paulus Potter: paintings, drawings and etchings, cat. exp. « The pleasures of Paulus Potter's countryside », Mauritshuis (1994)[b 15]Sur le peintre, dessinateur et graveur Paulus Potter[b].
- Portraits in the Mauritshuis 1430-1790 (2004)[b 16]Sur les portraits du Mauritshuis.

### Traduites en français
- De Rembrandt à Vermeer : les peintres hollandais au Mauritshuis de La Haye, cat. exp. Grand Palais (1986)[b 17]Sur les grands peintres néerlandais des collections du Mauritshuis, de Rembrandt à Johannes Vermeer.
- Le Mauritshuis (1994)[b 18]Sur le musée Mauritshuis lui-même, collection « Les grands musées ».
- Johannes Vermeer, cat. exp. National Gallery of Art (1995)[b 19]Sur le peintre Johannes Vermeer.